# Quy hoạch chi tiết

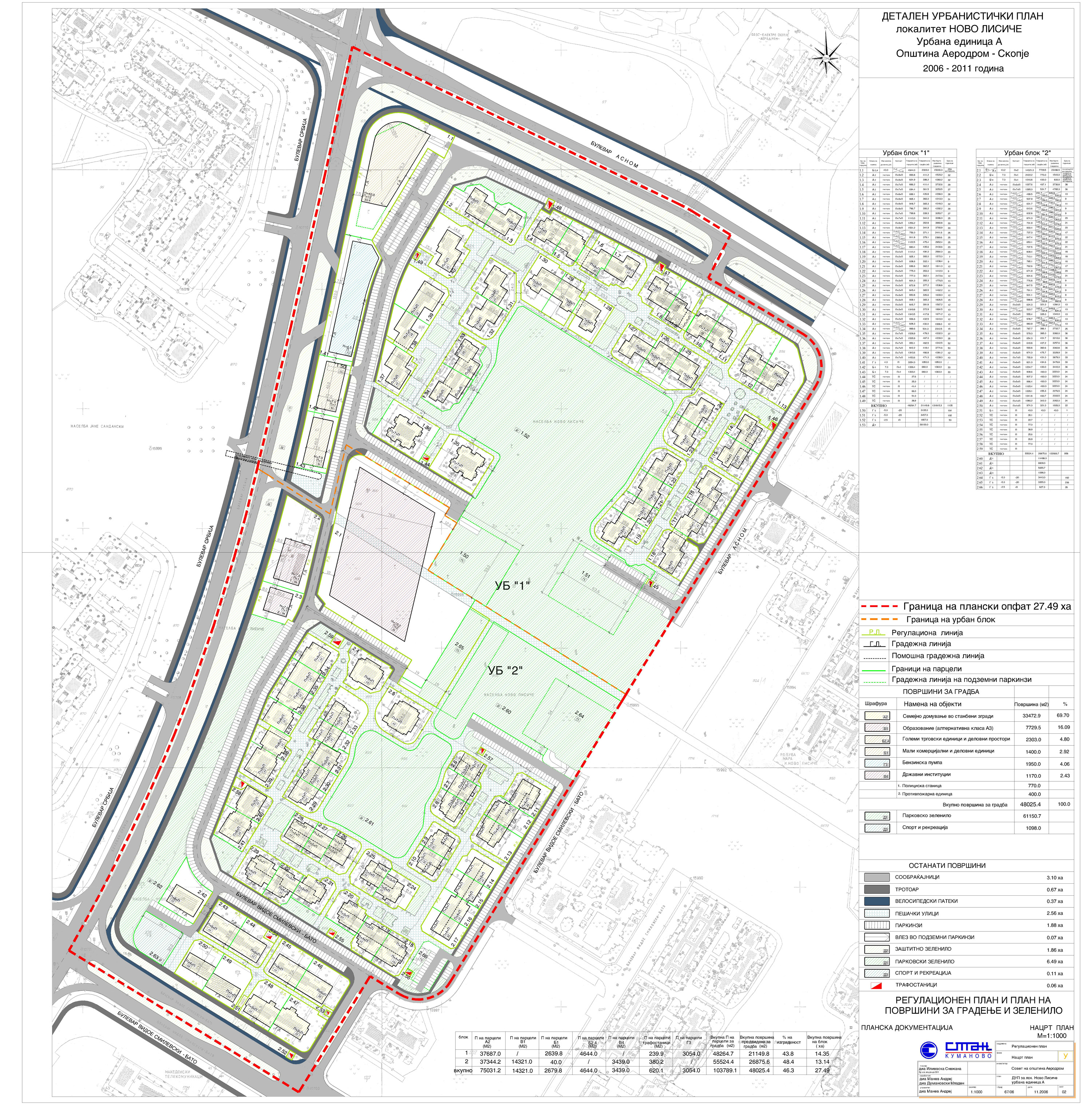
Mặt bằng quy hoạch chi tiết khu vực định cư tại khu tự trị Aerodrom thuộc thành phố Skopje, Cộng hòa Macedonia.

Quy hoạch vùng nhằm chỉ các phương thức được dùng bởi khu vực công cộng để tác động đến phân bố dân cư và các hành vi trong các không gian có quy mô khác nhau. Các bộ môn chuyên ngành cụ thể liên quan tới quy hoạch vùng bao gồm quy hoạch sử dụng đất, quy hoạch đô thị, quy hoạch phân khu, quy hoạch giao thông và quy hoạch môi trường.  Các lĩnh vực quan trọng có liên quan khác bao gồm quy hoạch kinh tế và quy hoạch xã hội.  Quy hoạch vùng có vai trò trên tầm địa phương, khu vực, quốc gia và liên quốc gia và thường cho ra kết quả là việc tạo ra một bản quy hoạch vùng.
Có khá nhiều định nghĩa của quy hoạch vùng. Một trong những định nghĩa ra đời sớm nhất đến từ Hiến chương quy hoạch vùng châu Âu (thường được gọi là 'Hiến chương Torremolinos'), được chấp nhận vào năm 1983 bởi Hội nghị cấp châu Âu các bộ trưởng chịu trách nhiệm về quy hoạch vùng (CEMAT): "Quy hoạch vùng cho ra sự biểu diễn mang thuộc tính địa lý các chính sách của xã hội về kinh tế, xã hội, văn hóa và sinh thái. Trong cùng lúc nó vừa là một nguyên tắc khoa học vừa là chính sách và kỹ thuật cai trị được phát triển như một học thuật liên ngành và lối tiếp cận toàn diện hướng tới một sự phát triển vùng cân bằng và sự tổ chức không gian vật lý theo một chiến lược tổng thể."
Hiện đang tồn tại nhiều hệ thống quy hoạch vùng trên toàn thế giới. Đặc biệt tại Bắc Âu quy hoạch vùng đã tiến triển rất lớn kể từ cuối những năm 1950.

## Các hệ thống quy hoạch vùng tại châu Âu
Có thể tìm thấy nhiều hệ thống tóm tắt quy hoạch vùng tại châu Âu. Bảng dưới đây trình bày một số nguồn chính, bao gồm các quốc gia và ngày xuất bản..
|               | COMmon MINdscapes – COMMIN Lưu trữ ngày 30 tháng 3 năm 2021 tại Wayback Machine | COST Action on Green Structures and Urban Planning – COST C11 Lưu trữ ngày 13 tháng 1 năm 2013 tại Wayback Machine | European Spatial Planning Observation Network Project on Governance – ESPON 2.3.2 | European Commission, DG-REGIO – EU Compendium | European Conference of Ministers responsible for Regional/Spatial Planning – CEMAT | European Space and Territorial Integration Alternative – ESTIA Lưu trữ ngày 26 tháng 2 năm 2009 tại Wayback Machine | ISOCARP - International Society of City and Regional Planners – ISOCARP | Japanese Ministry of Land, Infrastructure and Transport – MLIT | Legal Systems for Spatial Planning – LEXALP | Royal Commission on Environmental Pollution – RCEP Lưu trữ ngày 4 tháng 1 năm 2016 tại Wayback Machine | United Nations Economic Commission for Europe – UNECE | Tầm nhìn và chiến lược quanh Biển Baltic – VASAB Lưu trữ ngày 22 tháng 9 năm 2012 tại Wayback Machine |
| ------------- | ------------------------------------------------------------------------------- | --- | --------------------------------------------------------------------------------- | --------------------------------------------- | ---------------------------------------------------------------------------------- | --- | ----------------------------------------------------------------------- | -------------------------------------------------------------- | ------------------------------------------- | --- | ----------------------------------------------------- | --- |
| An-ba-ni      |                                                                                 | |                                                                                   |                                               |                                                                                    | 2000 Lưu trữ ngày 21 tháng 12 năm 2010 tại Wayback Machine                                                          |                                                                         |                                                                |                                             | |                                                       | |
| Ác-mê-ni-a    |                                                                                 | |                                                                                   |                                               | 2006                                                                               | |                                                                         |                                                                |                                             | | 2000                                                  | |
| Áo            |                                                                                 | | 2007 Lưu trữ ngày 18 tháng 3 năm 2009 tại Wayback Machine                         | 1997                                          |                                                                                    | | 2008                                                                    |                                                                | 2008                                        | |                                                       | |
| Bê-la-rút     | 2007 Lưu trữ ngày 20 tháng 6 năm 2008 tại Wayback Machine                       | |                                                                                   |                                               |                                                                                    | |                                                                         |                                                                |                                             | |                                                       | 2000 Lưu trữ ngày 14 tháng 2 năm 2015 tại Wayback Machine                                             |
| Bỉ            |                                                                                 | | 2007 Lưu trữ ngày 18 tháng 3 năm 2009 tại Wayback Machine                         | 1997                                          |                                                                                    | | 2008                                                                    |                                                                |                                             | |                                                       | |
| Bun-ga-ri     |                                                                                 | | 2007 Lưu trữ ngày 18 tháng 3 năm 2009 tại Wayback Machine                         |                                               | 2003                                                                               | 2000 Lưu trữ ngày 21 tháng 12 năm 2010 tại Wayback Machine                                                          | 2008                                                                    |                                                                |                                             | |                                                       | |
| Síp           |                                                                                 | | 2007 Lưu trữ ngày 18 tháng 3 năm 2009 tại Wayback Machine                         |                                               |                                                                                    | |                                                                         |                                                                |                                             | |                                                       | |
| Cộng hòa Séc  |                                                                                 | | 2007 Lưu trữ ngày 18 tháng 3 năm 2009 tại Wayback Machine                         |                                               |                                                                                    | | 2008                                                                    |                                                                |                                             | |                                                       | |
| Đan Mạch      | 2007 Lưu trữ ngày 20 tháng 6 năm 2008 tại Wayback Machine                       | 2005 Lưu trữ ngày 14 tháng 12 năm 2012 tại Wayback Machine                                                         | 2007 Lưu trữ ngày 18 tháng 3 năm 2009 tại Wayback Machine                         | 1997                                          |                                                                                    | | 2008                                                                    |                                                                |                                             | |                                                       | 2000 Lưu trữ ngày 14 tháng 2 năm 2015 tại Wayback Machine                                             |
| Ét-tô-nia     | 2007 Lưu trữ ngày 20 tháng 6 năm 2008 tại Wayback Machine                       | | 2007 Lưu trữ ngày 18 tháng 3 năm 2009 tại Wayback Machine                         |                                               |                                                                                    | | 2008                                                                    |                                                                |                                             | |                                                       | 2000 Lưu trữ ngày 14 tháng 2 năm 2015 tại Wayback Machine                                             |
| Phần Lan      | 2007 Lưu trữ ngày 20 tháng 6 năm 2008 tại Wayback Machine                       | 2005 Lưu trữ ngày 14 tháng 12 năm 2012 tại Wayback Machine                                                         | 2007 Lưu trữ ngày 18 tháng 3 năm 2009 tại Wayback Machine                         | 1997                                          | 2005                                                                               | | 2008                                                                    |                                                                |                                             | |                                                       | 2000 Lưu trữ ngày 14 tháng 2 năm 2015 tại Wayback Machine                                             |
| Pháp          |                                                                                 | 2005 Lưu trữ ngày 14 tháng 12 năm 2012 tại Wayback Machine                                                         | 2007 Lưu trữ ngày 18 tháng 3 năm 2009 tại Wayback Machine                         | 1997                                          |                                                                                    | | 2008                                                                    | 2007                                                           | 2008                                        | 2000 Lưu trữ ngày 22 tháng 3 năm 2011 tại UK Government Web Archive                                    |                                                       | |
| Gru-di-a      |                                                                                 | |                                                                                   |                                               |                                                                                    | |                                                                         |                                                                |                                             | | 2003                                                  | |
| Đức           | 2007 Lưu trữ ngày 20 tháng 6 năm 2008 tại Wayback Machine                       | 2005 Lưu trữ ngày 14 tháng 12 năm 2012 tại Wayback Machine                                                         | 2007 Lưu trữ ngày 18 tháng 3 năm 2009 tại Wayback Machine                         | 1997                                          |                                                                                    | | 2008                                                                    | 2007                                                           | 2008                                        | 2000 Lưu trữ ngày 22 tháng 3 năm 2011 tại UK Government Web Archive                                    |                                                       | 2000 Lưu trữ ngày 14 tháng 2 năm 2015 tại Wayback Machine                                             |
| Hy Lạp        |                                                                                 | | 2007 Lưu trữ ngày 18 tháng 3 năm 2009 tại Wayback Machine                         | 1997                                          |                                                                                    | 2000 Lưu trữ ngày 21 tháng 12 năm 2010 tại Wayback Machine                                                          | 2008                                                                    |                                                                |                                             | |                                                       | |
| Hung-ga-ri    |                                                                                 | | 2007 Lưu trữ ngày 18 tháng 3 năm 2009 tại Wayback Machine                         |                                               |                                                                                    | 2000 Lưu trữ ngày 21 tháng 12 năm 2010 tại Wayback Machine                                                          | 2008                                                                    |                                                                |                                             | |                                                       | |
| Ai Len        |                                                                                 | | 2007 Lưu trữ ngày 18 tháng 3 năm 2009 tại Wayback Machine                         | 1997                                          |                                                                                    | | 2008                                                                    |                                                                |                                             | 2000 Lưu trữ ngày 22 tháng 3 năm 2011 tại UK Government Web Archive                                    |                                                       | |
| I-ta-lia      |                                                                                 | 2005 Lưu trữ ngày 14 tháng 12 năm 2012 tại Wayback Machine                                                         | 2007 Lưu trữ ngày 18 tháng 3 năm 2009 tại Wayback Machine                         | 1997                                          |                                                                                    | | 2008                                                                    |                                                                | 2008                                        | |                                                       | |
| Lát-via       | 2007 Lưu trữ ngày 20 tháng 6 năm 2008 tại Wayback Machine                       | | 2007 Lưu trữ ngày 18 tháng 3 năm 2009 tại Wayback Machine                         |                                               |                                                                                    | |                                                                         |                                                                |                                             | | 1998                                                  | 2000 Lưu trữ ngày 14 tháng 2 năm 2015 tại Wayback Machine                                             |
| Lít-tua-ni    | 2007 Lưu trữ ngày 20 tháng 6 năm 2008 tại Wayback Machine                       | | 2007 Lưu trữ ngày 18 tháng 3 năm 2009 tại Wayback Machine                         |                                               |                                                                                    | |                                                                         |                                                                |                                             | | 1998                                                  | 2000 Lưu trữ ngày 14 tháng 2 năm 2015 tại Wayback Machine                                             |
| Luxembourg    |                                                                                 | | 2007 Lưu trữ ngày 18 tháng 3 năm 2009 tại Wayback Machine                         | 1997                                          | 2006                                                                               | | 2008                                                                    |                                                                |                                             | |                                                       | |
| Ma-xê-đô-nia  |                                                                                 | |                                                                                   |                                               |                                                                                    | 2000 Lưu trữ ngày 21 tháng 12 năm 2010 tại Wayback Machine                                                          |                                                                         |                                                                |                                             | | 2002                                                  | |
| Man-ta        |                                                                                 | | 2007 Lưu trữ ngày 18 tháng 3 năm 2009 tại Wayback Machine                         |                                               |                                                                                    | |                                                                         |                                                                |                                             | |                                                       | |
| Hà Lan        |                                                                                 | 2005 Lưu trữ ngày 14 tháng 12 năm 2012 tại Wayback Machine                                                         | 2007 Lưu trữ ngày 18 tháng 3 năm 2009 tại Wayback Machine                         | 1997                                          |                                                                                    | | 2008                                                                    | 2007                                                           |                                             | 2000 Lưu trữ ngày 22 tháng 3 năm 2011 tại UK Government Web Archive                                    |                                                       | |
| Na Uy         | 2007 Lưu trữ ngày 20 tháng 6 năm 2008 tại Wayback Machine                       | 2005 Lưu trữ ngày 14 tháng 12 năm 2012 tại Wayback Machine                                                         | 2007 Lưu trữ ngày 18 tháng 3 năm 2009 tại Wayback Machine                         |                                               |                                                                                    | | 2008                                                                    |                                                                |                                             | |                                                       | 2000 Lưu trữ ngày 14 tháng 2 năm 2015 tại Wayback Machine                                             |
| Ba Lan        | 2007 Lưu trữ ngày 20 tháng 6 năm 2008 tại Wayback Machine                       | 2005 Lưu trữ ngày 14 tháng 12 năm 2012 tại Wayback Machine                                                         | 2007 Lưu trữ ngày 18 tháng 3 năm 2009 tại Wayback Machine                         |                                               |                                                                                    | | 2008                                                                    |                                                                |                                             | |                                                       | 2000 Lưu trữ ngày 14 tháng 2 năm 2015 tại Wayback Machine                                             |
| Bồ Đào Nha    |                                                                                 | | 2007 Lưu trữ ngày 18 tháng 3 năm 2009 tại Wayback Machine                         | 1997                                          | 2004                                                                               | | 2008                                                                    |                                                                |                                             | |                                                       | |
| Ru-ma-ni      |                                                                                 | | 2007 Lưu trữ ngày 18 tháng 3 năm 2009 tại Wayback Machine                         |                                               |                                                                                    | 2000 Lưu trữ ngày 21 tháng 12 năm 2010 tại Wayback Machine                                                          |                                                                         |                                                                |                                             | | 2001                                                  | |
| Liên bang Nga | 2007 Lưu trữ ngày 20 tháng 6 năm 2008 tại Wayback Machine                       | |                                                                                   |                                               |                                                                                    | | 2008                                                                    |                                                                |                                             | |                                                       | 2000 Lưu trữ ngày 14 tháng 2 năm 2015 tại Wayback Machine                                             |
| Xéc-bia       |                                                                                 | |                                                                                   |                                               |                                                                                    | 2000 Lưu trữ ngày 21 tháng 12 năm 2010 tại Wayback Machine                                                          | 2008                                                                    |                                                                |                                             | | 2007                                                  | |
| S-lô-va-ki-a  |                                                                                 | | 2007 Lưu trữ ngày 18 tháng 3 năm 2009 tại Wayback Machine                         |                                               |                                                                                    | | 2008                                                                    |                                                                |                                             | |                                                       | |
| S-lô-vê-ni-a  |                                                                                 | | 2007 Lưu trữ ngày 18 tháng 3 năm 2009 tại Wayback Machine                         |                                               | 2003                                                                               | |                                                                         |                                                                | 2008                                        | | 1997                                                  | |
| Tây Ban Nha   |                                                                                 | 2005 Lưu trữ ngày 14 tháng 12 năm 2012 tại Wayback Machine                                                         | 2007 Lưu trữ ngày 18 tháng 3 năm 2009 tại Wayback Machine                         | 1997                                          |                                                                                    | | 2008                                                                    |                                                                |                                             | |                                                       | |
| Thụy Điển     | 2007 Lưu trữ ngày 20 tháng 6 năm 2008 tại Wayback Machine                       | 2005 Lưu trữ ngày 14 tháng 12 năm 2012 tại Wayback Machine                                                         | 2007 Lưu trữ ngày 18 tháng 3 năm 2009 tại Wayback Machine                         | 1997                                          |                                                                                    | | 2008                                                                    |                                                                |                                             | 2000 Lưu trữ ngày 22 tháng 3 năm 2011 tại UK Government Web Archive                                    |                                                       | 2000 Lưu trữ ngày 14 tháng 2 năm 2015 tại Wayback Machine                                             |
| Thụy Sĩ       |                                                                                 | | 2007 Lưu trữ ngày 18 tháng 3 năm 2009 tại Wayback Machine                         |                                               |                                                                                    | | 2008                                                                    |                                                                | 2008                                        | |                                                       | |
| Thổ Nhĩ Kỳ    |                                                                                 | |                                                                                   |                                               |                                                                                    | | 2008                                                                    |                                                                |                                             | |                                                       | |
| Anh Quốc      |                                                                                 | 2005 Lưu trữ ngày 14 tháng 12 năm 2012 tại Wayback Machine                                                         | 2007 Lưu trữ ngày 18 tháng 3 năm 2009 tại Wayback Machine                         | 1997                                          |                                                                                    | | 2008                                                                    | 2007                                                           |                                             | 2000 Lưu trữ ngày 22 tháng 3 năm 2011 tại UK Government Web Archive                                    |                                                       | |

## Quy hoạch chi tiết châu Âu
Vào năm 1999, một tài liệu có tên Triển vọng phát triển chi tiết châu Âu (ESDP) đã được ký bởi các bộ trưởng chịu trách nhiệm về quy hoạch vùng trong các quốc gia thành viên EU. Mặc dù ESDP has no binding status, và Liên minh châu Âu không có quyền chính thức đối với quy hoạch chi tiết, ESDP có chính sách quy hoạch chi tiết có ảnh hưởng tại các khu vực của châu Âu và các quốc gia thành viên, và đã đặt ra định hướng các chính sách khu vực của EU trên agenda chính trị.
Ở cấp toàn châu Âu, khái niệm liên kết lãnh thổ đang bắt đầu được sử dụng rộng rãi is for example mentioned in the draft EU Treaty (Constitution) as a shared competency của Liên minh châu Âu; nó còn được bao gồm trong Treaty of Lisbon. Thuật ngữ này đã được định nghĩa trong một "scoping document" tại Rốt-téc-đam vào cuối năm 2004 and is being elaborated further using empirical data from the ESPON programme in a document entitled The Territorial State and Perspectives of Liên minh châu Âu Lưu trữ ngày 5 tháng 12 năm 2008 tại Wayback Machine. At the minister's conference in May 2007 in Leipzig, a political document called the "Territorial Agenda" was signed to continue the process begun in Rotterdam.